# Ictalurus pricei
Il pesce gatto Yaqui (Ictalurus pricei, Rutter, 1896) è un pesce d'acqua dolce appartenente alla famiglia degli Ictaluridi ed all'ordine dei Siluriformi.

## Caratteristiche morfologiche
Il pesce gatto Yaqui a una colorazione grigio scuro tendente al nero sul dorso e bianco con sotto grigiastre.

I barbells delle pesce gatto Yaqui è nero lucido tranne sul mento, dove sono grigio sbiancato. Il corpo del pesce gatto Yaqui è di solito abbondantemente macchiato. A una leggera colorazione rossastra è prominente sotto la testa, così come le pinne e la coda. Le dimensioni arriva a una lunghezza di 57,0 cm.

## Distribuzione e habitat
Il pesce gatto Yaqui si trova nel nord-ovest del Messico, è si può trovare nel sud-est dell'Arizona.